# Marc Rabémila
Marc Rabémila (ur. 27 kwietnia 1938 w Maroadabo (region Alaotra-Mangoro), zm. 16 maja 2008) – madagaskarski lekkoatleta, trójskoczek.
Startując w reprezentacji Francji zdobył srebrny medal na igrzyskach śródziemnomorskich w 1959 w Bejrucie, przegrywając jedynie z innym reprezentantem Francji Éricem Battistą.
Jako reprezentant Madagaskaru brał udział w igrzyskach olimpijskich w 1964 (Tokio). Odpadł w kwalifikacjach, uzyskując w najlepszej drugiej próbie wynik 14,62 m (poza tym skakał 14,15 i 13,92 m). W końcowej klasyfikacji dało mu to 28. pozycję (na 34 zawodników). W czasie trwania igrzysk miał 166 cm wzrostu.
Rekord życiowy: 15,72 m (1965).